# Anton Beutel (Politiker)
Anton Beutel (* 7. Juni 1830 in Winterstettendorf; † 10. Juli 1903 in Waldsee) war ein deutscher Politiker. 

## Leben
Anton Beutel war ein Landwirt und Ökonom. Er gehörte seit ca. 1870 dem Waldseer Gemeinderat an. 1882 wurde er Mitglied der Bezirkssteuereinschätzungskommission. Zuletzt lebte er als Privatier in Unteressendorf, Oberamt Waldsee.

## Politik
1890 wurde Anton Beutel in einer Ersatzwahl im Wahlbezirk Waldsee für den verstorbenen Johannes Uhl in den württembergischen Landtag gewählt. Er konnte das Mandat bei den Wahlen 1895 und 1900 verteidigen und übte es bis zu seinem Tod aus. 1893/94 war er Mitglied der Petitionskommission, 1895 bis 1900 der volkswirtschaftlichen Kommission, von 1895 bis 1899 und von 1901 bis 1903 der Steuerkommission und von 1901 bis 1903 der Geschäftsordnungskommission. Aus gesundheitlichen Gründen zog er sich Ende Mai 1903 von den parlamentarischen Beratungen zurück.